# Dyvelholmen och Ekholmen
Dyvelholmen och Ekholmen är en ö i Finland. Den ligger i Skärgårdshavet och i kommunen Kimitoön i den ekonomiska regionen  Åboland i landskapet Egentliga Finland, i den sydvästra delen av landet. Ön ligger omkring 37 kilometer söder om Åbo och omkring 140 kilometer väster om Helsingfors.
Öns area är 30,2 hektar och dess största längd är 1 kilometer i nord-sydlig riktning. Ön höjer sig omkring 25 meter över havsytan. I omgivningarna runt Dyvelholmen växer i huvudsak blandskog.